# Costa Azul
Costa Azul is een plaats in het Argentijnse bestuurlijke gebied La Costa in de provincie Buenos Aires. De plaats telt 104 inwoners.